# Лински, Мелани
Ме́лани Джейн Ли́нски (англ. Melanie Jayne Lynskey; род. 16 мая 1977, Нью-Плимут, Таранаки, Новая Зеландия) — новозеландская актриса театра, кино, телевидения и озвучивания. Актёрскую карьеру начала в 1994 году сыграв роль Полин Паркер, в фильме «Небесные создания». Стала известной после исполнения роли Розы в комедийном телесериале канала CBS, «Два с половиной человека» (2003—2015).
После переезда в Лос-Анджелес снялась в фильмах «Афера Стивена Гласса» (2003), «Флаги наших отцов» (2006), «В пути» (2009), «Мне бы в небо» (2009), «Информатор» (2009), «Побеждай» (2011), «Хорошо быть тихоней» (2012), «Ищу друга на конец света» (2012) и др.
В 2012 году Мелани Лински сыграла главную роль в фильме «Привет, мне пора», которая принесла ей похвалу от критиков. После она снялась в фильмах: «Счастливого рождества» (2014), «Вмешательство» (2016) и «В этом мире я больше не чувствую себя как дома» (2017). Эти и другие роли сделали её заметной частью американского независимого кино.
В 2015 году Мелани Лински вошла в список «двадцать лучших актёров за пять лет» сайта «Screen Rant».

## Биография
Мелани Лински родилась 16 мая 1977 года в Нью-Плимуте, Таранаки, Новая Зеландия. Её мать — Кей Лински, бывшая медсестра, а отец, Тим Лински, работает хирургом-ортопедом. У Мелани есть три младших брата и одна младшая сестра, а её фамилия имеет ирландское происхождение. Когда Мелани была ребёнком, её семья переехала в Англию и жила там около года, прежде чем вернуться в Новую Зеландию. Она училась в Нью-Плимутской женской гимназии, где принимала участие в драматических школьных спектаклях. После окончания школы Лински училась в Университете Виктории Веллингтон.

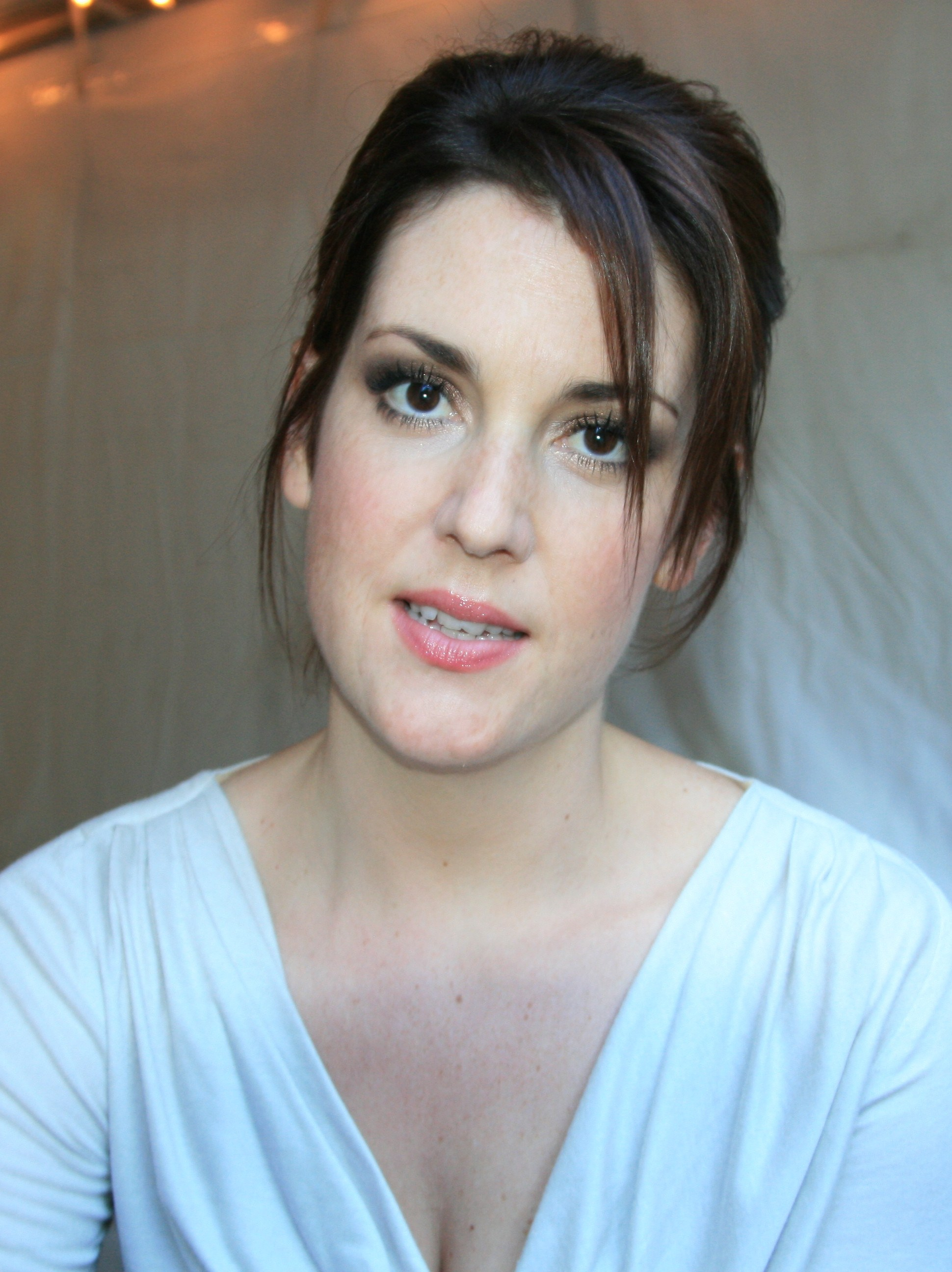
Мелани Лински на премьере фильма «Мне бы в небо», 12 сентября 2009 года

Честно говоря, три или четыре эпизода в год позволяли мне выплачивать ипотеку и сниматься в независимых фильмах. У меня была двойная жизнь, я по прежнему оставалась характерной актрисой, но мои коллеги по фильмам не знали что я ещё снимаюсь и в длительном ситкоме. Многие думали что я героиня из «Два с половиной человека», и что у меня никогда не было другой работы. Но я не смогла бы сниматься в чём-то одном долгие годы.
В 1994 году, когда Мелани было 16 лет, состоялся её актёрский дебют в художественном фильме режиссёра Питера Джексона «Небесные создания» в роли Полин Паркер. Её партнёршей по фильму стала актриса Кейт Уинслет. За свою роль в этом фильме Лински получила премию «New Zealand Film and TV Awards» как «Лучшая актриса» в 1995 году.
В 1998 году Лински снялась в фильме «История вечной любви» (переработанная история Золушки) с Дрю Бэрримор в главной роли. Позже последовали роли в фильмах: «Детройт-город рока» (1999), «Неисправимые» (1999), «Вишнёвый сад» (1999), Бар «Гадкий койот» (2000), «Змеиная кожа» (2001) и «Стрелки» (2002). За свою роль в фильме «Змеиная кожа» Мелани была номинирована на премию «Nokia New Zealand Film Awards» как «Лучшая актриса» в 2003 году.
В 2002 году Лински сыграла вместе с Риз Уизерспун в романтической комедии «Стильная штучка», а также снялась вместе с Кэти Холмс в фильме «Покинутый», после чего состоялся её телевизионный дебют в мини-сериале Особняк «Красная роза», снятым по роману Стивена Кинга.
В 2003 году Лински играет журналистку Эми Бренд, работающую в газете The New Republic, в драматическом фильме «Афера Стивена Гласса», основанном на деятельности бывшего журналиста Стивена Гласса. Позднее в том же году она получила роль Розы в телесериале канала CBS «Два с половиной человека» (2003—2015).
В 2006 году Мелани сыграла жену Рене Гэньона в фильме Клинта Иствуда «Флаги наших отцов». Затем она вернулась в Новую Зеландию, чтобы сняться в фильме «Демонстрация рук», за роль в котором получила номинацию на премию «New Zealand Film and TV Awards». Она также появилась в качестве главного персонажа в телесериале «Гонка» и снялась в мини-сериале «Луна Команчей». В 2009 году Лински получила положительные оценки критиков за свою роль в драматической комедии «В пути» режиссёра Сэма Мендеса.
Затем она сыграла главную роль вместе с Мэттом Деймоном в фильме режиссёра Стивена Содерберга «Информатор», основанном на реальной истории осведомителя ФБР Марка Уитакера. Стивен Содерберг дал интервью журналу Los Angeles Times, рассказав об актёрской работе Лински в этом фильме:

Она так стремительна и разнообразна, поэтому вы никогда не знаете чего же ожидать от неё, вы просто знаете, что она сыграет хорошо. Её ритмы действительно необычные, как и её каденции и реакции на вещи, и как она раскладывает свою роль. Это просто очень, очень интересно.
Оригинальный текст (англ.)It's so fast and varied, so you never know what to expect from it, you just know that it will play well. Her rhythms are really unusual, like her cadences and reactions to things, and how she plays her role. It's just very, very interesting.

Также в 2009 году Лински снялась в фильме «Травка» с Эдвардом Нортоном, а также в фильме «Мне бы в небо»,  с Джорджем Клуни. В 2009 году Мелани Лински получила специальную награду на Голливудском кинофестивале.
В 2011 году она снялась в фильме «Побеждай!», с Полом Джаматти в главной роли, её актёрская игра в этом фильме получила хорошие отзывы критиков. В следующем году Лински снялась в комедии «Ищу друга на конец света» со Стивом Кареллом и сыграла ключевую роль в экранизации произведения Стивена Чбоски «Хорошо быть тихоней».

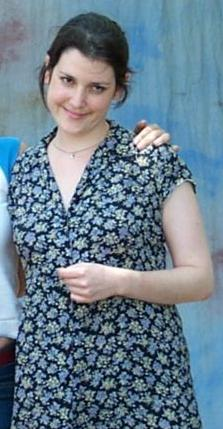
Мелани Лински в 2002 году

После Мелани Лински исполнила главную роль в независимой драме «Привет, мне пора» (2012), в которой играла разведённую и подавленную своей жизнью женщину по имени Эми Мински. Говоря о своём решении взять Лински на роль режиссёр Тодд Луисо прокомментировал: «Я знал, что если возьму её, у фильма будет потенциал резонировать на тысячи разных уровней». Кеннет Туран из журнала Los Angeles Times, писал её роли в этом фильме, следующее: 

Если вы знакомы с работами Мелани Лински, вы захотите увидеть её в «Привет, мне пора». Если же нет, то этот фильм заставит вас наверстать упущенное время. Вот какая она хорошая актриса.
 В результате эта роль принесла актрисе номинацию на премию «Готэм» в категории «Лучший прорыв года» в 2012 году.
В 2014 году Лински исполнила главные роли в фильмах: «Счастливого Рождества», «Они пришли вместе», «Не видать нам Париж как своих ушей» и «Попрощайся со всем этим», а также озвучила одного из персонажей в анимационном мини-сериале «По ту сторону изгороди»
С 2015 по 2016 год Лински играла Мишель Пирсон в телесериале канала HBO, «Вместе», за свою роль она была номинирована на премию «Выбор телевизионных критиков» в категории «Лучшая актриса в комедийном телесериале».
Также в 2016 году Мелани Лински получила специальный приз жюри на кинофестивале «Сандэнс», за роль вспыльчивой алкоголички в комедийной драме «Вмешательство», а после снялась в независимом фильме «Радуга времени». В июне 2017 года было объявлено, что Мелани Лински будет играть главную женскую роль в психологическом хоррор-сериале «Касл-Рок». Сюжет основан на романе Стивена Кинга, сериал назван в честь вымышленного города, который фигурирует во многих его работах.

## Личная жизнь
В 2001 году Мелани Лински во время съёмок фильма Особняк «Красная роза» познакомилась с американским актёром Джимми Симпсоном. Пара обручилась в 2005 году, а 14 апреля 2007 года они поженились в часовне на озере Хайес недалеко от Квинстауна, Новая Зеландия. 25 сентября 2012 года Лински подала на развод с Симпсоном, сославшись на непримиримые разногласия. Бракоразводный процесс был завершен 23 мая 2014 года.
В феврале 2017 года Лински обручилась с актёром Джейсоном Риттером после четырёх лет отношений. В декабре 2018 года у них родилась дочь.
Лински проживает в Лос-Анджелесе.
Она является лучшей подругой актрисы Клеи Дювалл.
Актриса страдает мизофонией. Также Мелани Лински является вегетарианкой с 10 лет.
В 2012 году Лински снялась в видео для авиакомпании «Air New Zealand». В 2015 году Мелани Лински снялась в музыкальном видео «Waiting on Love» певицы Ники Блум. В июне 2018 года, Мелани Лински была приглашена стать членом Американской академии кинематографических искусств и наук.

## Фильмография

### Кино
| Год  |     | Русское название                               | Оригинальное название                           | Роль                      |
| ---- | --- | ---------------------------------------------- | ----------------------------------------------- | ------------------------- |
| 1994 | ф   | Небесные создания                              | Heavenly Creatures                              | Полин Паркер              |
| 1996 | ф   | Страшилы                                       | The Frighteners                                 | заместитель               |
| 1998 | ф   | История вечной любви                           | Ever After                                      | Жаклин де Гент            |
| 1999 | ф   | Письма из далека                               | Foreign Correspondents                          | Мэди                      |
| 1999 | ф   | Детройт-город рока                             | Detroit Rock City                               | Бэт Бумштейн              |
| 1999 | ф   | Неисправимые                                   | But I'm a Cheerleader                           | Хилари                    |
| 1999 | ф   | Вишнёвый сад                                   | The Cherry Orchard                              | Дуняша                    |
| 2000 | ф   | Бар «Гадкий койот»                             | Coyote Ugly                                     | Глория                    |
| 2001 | ф   | Змеиная кожа                                   | Snakeskin                                       | Алиса                     |
| 2002 | ф   | Стрелки                                        | Shooters                                        | Мэри                      |
| 2002 | ф   | Покинутый                                      | Abandon                                         | мышка Джули               |
| 2002 | ф   | Стильная штучка                                | Sweet Home Alabama                              | Лорелин                   |
| 2003 | ф   | Клаустрофобия                                  | Claustrophobia                                  | Лорен                     |
| 2003 | ф   | Афера Стивена Гласса                           | Shattered Glass                                 | Эми Бренд                 |
| 2004 | кор |                                                | The Nearly Unadventurous Life of Zoe Cadwaulder | Зои                       |
| 2005 | ф   | Скажи дядя                                     | Say Uncle                                       | Сьюзен                    |
| 2006 | ф   | Флаги наших отцов                              | Flags of Our Fathers                            | Полин Харнольдс           |
| 2007 | ф   | Парк                                           | Park                                            | Шерил                     |
| 2008 | ф   | Демонстрация рук                               | Show of Hands                                   | Джесс                     |
| 2008 | ф   | Тихий маленький брак                           | A Quiet Little Marriage                         | Моника                    |
| 2009 | ф   | В пути                                         | Away We Go                                      | Манч Гарнетт              |
| 2009 | ф   | Мне бы в небо                                  | Up in the Air                                   | Джули Бингхэм             |
| 2009 | ф   | Информатор                                     | The Informant!                                  | Джинджер Уитакер          |
| 2009 | ф   | Травка                                         | Leaves of Grass                                 | Коллин                    |
| 2010 | ф   | Хелена со свадьбы                              | Helena from the Wedding                         | Алиса Джавал              |
| 2011 | ф   | Побеждай!                                      | Win Win                                         | Синди                     |
| 2011 | ф   | Путь назад                                     | Touchback                                       | Мейси                     |
| 2012 | ф   | Привет, мне пора                               | Hello I Must Be Going                           | Эми Мински                |
| 2012 | ф   | Центр урагана                                  | Eye of the Hurricane                            | Амелия Кайт               |
| 2012 | ф   | Ищу друга на конец света                       | Seeking a Friend for the End of the World       | Карен Амальфи             |
| 2012 | ф   | Хорошо быть тихоней                            | The Perks of Being a Wallflower                 | тётя Хелен                |
| 2013 | ф   | Плюшевые мишки                                 | The Big Ask                                     | Ханна                     |
| 2014 | ф   | Счастливого Рождества                          | Happy Christmas                                 | Келли                     |
| 2014 | ф   | Они пришли вместе                              | They Came Together                              | Бренда                    |
| 2014 | ф   | Не видать нам Париж как своих ушей             | We'll Never Have Paris                          | Девон                     |
| 2014 | ф   | Попрощайся со всем этим                        | Goodbye to All That                             | Энни                      |
| 2015 | ф   | В поисках огня                                 | Digging for Fire                                | Сквиги                    |
| 2016 | ф   | Вмешательство                                  | The Intervention                                | Энни                      |
| 2016 | ф   | Радуга времени                                 | Rainbow Time                                    | Линдси                    |
| 2016 | ф   | Рубаха-парень и весельчак                      | Folk Hero & Funny Guy                           | Бекки                     |
| 2016 | ф   | Коробочки                                      | Little Boxes                                    | Джина Макналти            |
| 2016 | ф   | Большие и маленькие                            | The Great & The Small                           | Маргарет                  |
| 2017 | ф   | В этом мире я больше не чувствую себя как дома | I Don't Feel at Home in This World Anymore      | Рут Кимке                 |
| 2017 | ф   | XX                                             | XX                                              | Мэри                      |
| 2017 | ф   | 1 миля до тебя                                 | 1 Mile to You                                   | тренер Роуэн              |
| 2017 | ф   | И тогда я иду                                  | And Then I Go                                   | Дженис Ханратти           |
| 2017 | ф   | Перемены                                       | The Changeover                                  | Кейт                      |
| 2018 | ф   | Сэди                                           | Sadie                                           | Рэй                       |
| 2021 | ф   | Не смотрите наверх                             | Don't look up                                   | Джун Минди, жена Рэндалла |

### Телевидение
| Год       |     | Русское название                        | Оригинальное название                    | Роль                   |
| --------- | --- | --------------------------------------- | ---------------------------------------- | ---------------------- |
| 2002      | мтф | Особняк «Красная роза»                  | Rose Red                                 | Рейчел Уитон           |
| 2003      | с   | Щит                                     | The Shield                               | Марси                  |
| 2003—2015 | с   | Два с половиной человека                | Two and a Half Men                       | Роза                   |
| 2007      | с   | Гонка                                   | Drive                                    | Венди Патракас         |
| 2008      | мтф | Луна команчей                           | Comanche Moon                            | Перл Коулман           |
| 2008      | с   | Ясновидец                               | Psych                                    | Эмили Блум             |
| 2008      | с   | Секс в другом городе                    | The L Word                               | Клеа Мейсон            |
| 2009      | с   | В Филадельфии всегда солнечно           | It's Always Sunny in Philadelphia        | Кейт                   |
| 2010      | с   | Мемфис Бит                              | Memphis Beat                             | Анна Лиза Джонс        |
| 2010—2012 | мс  | Жизнь и приключения Тима                | The Life & Times of Tim                  | Бекки                  |
| 2012      | с   | Доктор Хаус                             | House                                    | Натали Таварес         |
| 2014      | мтф | По ту сторону изгороди                  | Over the Garden Wall                     | Беатрис                |
| 2014—2015 | мс  | Джек и пираты Нетландии                 | Jake and the Never Land Pirates          | Перл                   |
| 2015      | с   | Кей и Пил                               | Key & Peele                              | невеста                |
| 2015—2016 | с   | Вместе                                  | Togetherness                             | Мишель Пирсон          |
| 2016      | мс  | Звери                                   | Animals                                  | Линда                  |
| 2016      | с   | Наша бывшая жена                        | Our Ex-Wife                              | Сара                   |
| 2016—2018 | мс  | Червяк из будущего                      | Future-Worm!                             | Меган / Мадлен Мэдисон |
| 2017      | мс  | Американский папа                       | American Dad!                            | Шарон                  |
| 2017      | с   | Начальница                              | Girlboss                                 | Гейл                   |
| 2017      | с   | Жаркое американское лето: 10 лет спустя | Wet Hot American Summer: Ten Years Later | Лаура                  |
| 2017      | с   | Саншайн                                 | Sunshine                                 | Зара Скелтон           |
| 2018      | мс  | Остров летнего лагеря                   | Summer Camp Island                       | Сун                    |
| 2018      | с   | Касл-Рок                                | Castle Rock                              | Молли Стрэнд           |
| 2019      | с   | Проще простого                          | Easy                                     | Бет                    |
| 2020      | с   | Миссис Америка                          | Mrs. America                             | Розмари Томсон         |
| 2021      | с   | Шершни                                  | Yellowjackets                            | Шона                   |
| 2022      | с   | Кэнди                                   | Candy                                    | Бетти Гор              |
| 2023      | с   | Одни из нас                             | The Last of Us                           | Кэтлин                 |

## Награды и номинации
Полный список наград и номинаций на сайте IMDb.com.
| Год  | Награда                                       | Категория                                   | Работа                                         | Результат |
| ---- | --------------------------------------------- | ------------------------------------------- | ---------------------------------------------- | --------- |
| 1995 | New Zealand Film and TV Awards                | Лучшая актриса                              | Небесные создания                              | Победа    |
| 2001 | Nokia New Zealand Film Awards                 | Лучшая актриса                              | Змеиная кожа                                   | Номинация |
| 2009 | New Zealand Film and TV Awards                | Лучшая женская роль в полнометражном фильме | Демонстрация рук                               | Номинация |
| 2009 | Голливудский кинофестиваль                    | Специальная награда                         | н/д                                            | Победа    |
| 2009 | Washington D.C. Area Film Critics Association | Лучший актёрский ансамбль                   | Мне бы в небо                                  | Номинация |
| 2010 | Gold Derby Awards                             | Лучший актёрский ансамбль                   | Мне бы в небо                                  | Номинация |
| 2012 | Готэм                                         | Лучший прорыв года                          | Привет, мне пора                               | Номинация |
| 2012 | San Diego Film Critics Society                | Лучший актёрский ансамбль                   | Хорошо быть тихоней                            | Победа    |
| 2014 | RiverRun International Film Festival          | Новый талант                                | н/д                                            | Победа    |
| 2015 | Выбор телевизионных критиков                  | Лучшая актриса в комедийном телесериале     | Вместе                                         | Номинация |
| 2016 | Сандэнс                                       | Лучшая актриса                              | Вмешательство                                  | Победа    |
| 2017 | Готэм                                         | Лучшая актриса                              | В этом мире я больше не чувствую себя как дома | Номинация |
| 2018 | Телевизионный фестиваль в Монте-Карло         | Приз «Золотая Нимфа» лучшей актрисе         | Саншайн                                        | Номинация |